# Георги Кендеров (офицер)
Георги Александров Кендеров е български офицер, генерал-майор.

## Биография
Роден е на 11 юли 1942 г. в пазарджишкото село Карабунар. Играе като футболист в отбора на Бенковски (Пазарджик), по-късно докато учи във Велико Търново във Военното училище и в Етър (Велико Търново), но с втория им отбор. Завършва Висшето народно военно училище „Васил Левски“ във Велико Търново и започва службата си в танковата бригада в Казанлък. Там играе в отбора на Розова долина (Казанлък). През 1970 г. постъпва във Военната академия в София, където играе във футболния отбор на академията като централен нападател. Бил е заместник-началник на щаба по тила на Командване „Сухопътни войски“. На 25 февруари 2000 г. е освободен от длъжността началник на управление „Подготовка на страната за отбрана“ на Генералния щаб на Българската армия. На 7 юли 2000 г. е удостоен с висше военно звание генерал-майор и освободен от кадрова военна служба. Същата година става член на Съюза на офицерите и сержантите от запаса и резерва и член на клуб „Тил“ към столичната организация. През 2009 г. става председател на Централната контролна комисия. През 2012 г. по повод 70-а му годишнина е награден с награден знак „За принос към МО“. Умира на 5 декември 2020 г. в София.